# Julien Baudet
Julien Baudet (Grenoble, 13 gennaio 1979) è un ex calciatore e allenatore di calcio francese.

## Carriera
Anche se emerge come un talento nello sci, Baudet sceglie di concentrarsi sul calcio. Comincia la sua carriera con il Tolosa, dove trascorre due anni, collezionando 21 presenze in campionato.
Nel 2001 si trasferisce all'Oldham Athletic, dove trascorre due anni, raccoglie 44 presenze in campionato e segna il suo primo gol in carriera durante una partita contro il Queens Park Rangers.
Dopo un trasferimento gratuito nell'estate 2003 al Rotherham United, Baudet gioca 11 volte in campionato prima di trasferirsi a parametro zero al Notts County, dove trascorre due stagioni da titolare e diventa anche il capitano della squadra.
Nel luglio 2006 Baudet si trasferisce al Crewe Alexandra, di cui ne diventa presto il capitano. Segna il suo primo gol nell'incontro con il Carlisle United e diventa rapidamente il giocatore più popolare di tutta la squadra: durante questo periodo è conosciuto come "la bestia" dai tifosi del Crewe per la sua presenza forte e vivace e per il suo contributo ad un attacco a lungo raggio con spettacolari calci di punizione.
Il 17 aprile 2009, Baudet annuncia che al termine della stagione 2008-2009 si sarebbe trasferito ai Colorado Rapids, nella Major League Soccer. Il 25 luglio 2009 Baudet debutta nella partita vinta per 4-0 contro i New York Red Bulls, ma si rompe un braccio. Al suo ritorno dall'infortunio, il 30 agosto 2009, Baudet gioca la sua prima partita della stagione come titolare, segnando l'unico gol nella vittoria per 1-0 contro lo Houston Dynamo.
Dopo la vittoria del campionato con i Colorado Rapids, il 22 novembre 2010 Baudet viene ceduto ai Seattle Sounders, insieme al compagno di squadra Danny Earls. Successivamente rescinde il contratto con la squadra statunitense e, fallito un provino per il Celtic nel febbraio 2011, Baudet si ritira dal calcio giocato.
Baudet successivamente consegue la Licenza UEFA Pro e dal 19 giugno 2011 allena l'AC Seyssinet, club dilettantistico militante nella Division d'Honneur Régionale, la settima divisione francese.

## Palmarès
- Campionato MLS: 1

Colorado Rapids: 2010